# Plesner
Plesner Advokatpartnerselskab er et dansk advokatfirma, der med sine 600 medarbejdere er et af Danmarks største.
Plesner beskæftiger sig med alle områder inden for erhvervsret. Hovedparten af Plesners arbejde har en international dimension, og firmaet har tætte forbindelser til større advokatfirmaer over hele verden. Firmaet har 58 partnere og en samlet medarbejderstab på ca. 400, hvoraf ca.  250 er juridisk personale, jurister samt andre sagsbehandlere (2020).
Plesner blev grundlagt i 1918 og er løbende vokset i kraft af en række fusioner af danske advokatfirmaer.

## Historie
Plesner blev stiftet af Poul Jacobsen i 1918. Kaj Holm-Nielsen og Mogens Plesner blev partnere i 1949, og firmaet fik senere navnet Holm-Nielsen & Plesner. Det nuværende firma er et resultat af en række fusioner med andre advokatkontorer, der startede i 1980'erne. Firmaets har været kendt som "Plesner" siden 2004.
- 1918: Sagfører Poul Jacobsen grundlægger det firma, som senere bliver til Holm-Nielsen & Plesner.
- 1933: Højesteretssagfører Oskar Bondo Svane grundlægger firmaet O. Bondo Svane.
- 1937: Landsretssagførerne Svend Lunøe og Carl Ricard grundlægger det firma, som senere bliver til Lunøe & Partnere.
- 1940'erne: Landsretssagfører Jacob la Cour grundlægger advokatfirmaet la Cour
- 1958: Kaj Holm-Nielsen og Mogens Plesner bliver partnere i Poul Jacobsens advokatfirma. Firmaet tager senere navnet Holm-Nielsen & Plesner.
- 1964: Bornstein & Grønborg grundlægges af Jørgen Grønborg og Preben Bornstein.
- 1967: Robert Koch-Nielsen indtræder som partner i advokatfirmaet la Cour, og firmaet skifter efter en årrække navn til la Cour & Koch-Nielsen.
- 1987: Lunøe & Partnere bliver fællesnavn for en række mindre advokatfirmaer, inklusiv firmaet stiftet af Svend Lunøe og Carl Ricard, som alle har kontorer på Esplanaden 34
- 1987: O. Bondo Svane får kontorer på Trondhjems Plads 3.
- 1989: Plesner & Lunøe dannes ved en kontorsammenslutning af advokatfirmaerne Holm-Nielsen & Plesner og Lunøe & Partnere.
- 1990: Koch-Nielsen & Grønborg dannes ved en fusion mellem advokatfirmaerne la Cour & Koch-Nielsen og Bornstein & Grønborg.
- 1997: Plesner & Grønborg dannes ved en fusion af advokatfirmaerne Plesner & Lunøe og Koch-Nielsen & Grønborg.
- 2000: Plesner Svane Grønborg dannes ved en fusion af advokatfirmaerne O. Bondo Svane og Plesner & Grønborg.
- 2004: Plesner Svane Grønborgs medarbejdere samles i det nybyggede domicil Kobbertårnet på Amerika Plads 37 – og Plesner anvendes som logo og kaldenavn.
- 2009: Plesner Svane Grønborg skifter navn til Plesner.

## Samfundsansvar (CSR)
Plesners CSR-program omfatter
- Skoleprojektet, hvor det er lykkedes firmaet at få børn fra mindre privilegerede områder i København til at fortsætte deres skolegang og få dem til at fokusere på at få en uddannelse.[5]
- Plesners prisvindende program, der har til formål at videreudvikle og fastholde talentfulde kvindelige jurister, og hvis mål er at øge firmaets andel af kvindelige partnere[6]

Plesner er af Euromoney Legal Media Group blevet udnævnt til at være det danske advokatkontor, der er bedst til at udvikle kvindelige juristers karriere, og Plesner har modtaget "Europe Women in Business Award" for Danmark i 2015, 2014, 2013 og 2012.